# Wiyot
Os wiyot são um povo ameríndio encontrado ao longo da Baía de Humboldt, na costa norte da Califórnia (Estados Unidos). Seu idioma oficial é a extinta língua wiyot, da qual o último nativo falante faleceu em 1962.
Consistem em uma tribo sedentária caçadora/coletora, que faz da pesca o seu principal sustento. Sempre em número pequeno, quase foram completamente dizimados em massacres ocorridos durante diversos confrontos com o homem branco.